# Eitzing
Eitzing là một đô thị thuộc huyện Ried im Innkreis thuộc bang Oberösterreich, Áo. Đô thị Eitzing có diện tích 8,6 km², 13,8% là đất rừng, 77% là đất nông nghiệp, dân số thời điểm năm 2006 là 725 người.